# Лиляна Грашева
Лиляна Борисова Грашева е българска литературна историчка медиевистка.

## Биография
Лиляна Грашева е родена в София на 6 декември 1936 г. в семейството на Борис Грашев. Завършва българска филология в Софийския университет „Св. Климент Охридски“. През 1969 г. защитава дисертация на тема „Художествени особености на старобългарската литература“. Научен сътрудник в Института за литература при Българската академия на науките (1965 – 1999; от 1985 г. – старши научен сътрудник II степен).
Член е на редакционната колегия на „Старобългарска литература“ от създаването му през 1971 г. и е главен негов редактор от 2005 г. Участва в редколегията на „Кирило-Методиевска енциклопедия“. От 1973 до 1980 г. преподава в Пловдивския университет „Паисий Хилендарски“.
Удостоена е с орден „Кирил и Методий“ II степен. Научните ѝ интереси са в областта на теорията и поетиката на средновековните литератури и кирило-методиевистиката.
Умира на 4 ноември 2021 г.